# 久魯縣
久魯縣是印度的一個縣，位於該國西北部，由拉賈斯坦邦負責管轄，面積16,830平方公里，識字率為67.46%，2011年人口2,041,172，人口密度每平方公里121人。

## 外部連結
- Churu District website

28°17′24″N 74°57′36″E / 28.29000°N 74.96000°E